# Hibernians Stadium
Hibernians Stadium – to wielofunkcyjny stadion w Paoli. Boisko do piłki nożnej Hinernians zostało otwarte w dniu 9 listopada 1986 roku. Hibernians stał się pierwszym maltańskim klubem, który ma własne boisko. Niemniej jednak, Hibernians rozgrywa większość swych meczów ligowych na Stadionie Narodowym w Ta' Qali, ponieważ prawie wszystkie mecze Maltese Premier League są tam rozgrywane.
Boisko jest używane przez Hibernians dla ich codziennych sesji treningowych. Jest również używane przez Maltański Związek Piłki Nożnej do meczów Maltese First Division. Reprezentacja Malty w rugby union mężczyzn ostatnio zaczęła używać boisko dla swych meczów międzynarodowych.
Hibernians rozegrali swój pierwszy europejski mecz na tym boisku w dniu 23 lipca 1996, gdy grali przeciwko Urałowi Jekaterynburg w Pucharze Intertoto, przegrywając mecz 2-1.